# 組曲第1番 (ラフマニノフ)
2台のピアノのための組曲第1番『幻想的絵画』作品5は、セルゲイ・ラフマニノフのピアノ・デュオ曲。1893年に作曲された。「2台のピアノのための幻想的絵画」とも呼ばれる。
初演は1893年11月30日にモスクワにて、ラフマニノフ本人とパーヴェル・パプストのピアノで行われた。曲はチャイコフスキーに献呈されている。チャイコフスキーは初演を聴く約束をしていたが、その5週間前に他界した。
曲は4つの楽章からなり、それぞれの曲にはラフマニノフには珍しくもエピグラフが添えられている。以下に各楽章の詳説と、作曲のインスピレーションを受けた詩を載せる。これらは楽譜の各楽章冒頭に印刷された。
第1楽章
アレグレット、ト短調、4分の3拍子。
「舟歌」（ミハイル・レールモントフ）
おお、涼しいゆうべの波が、
ゴンドラのオールを静かに打つ。
―あの歌がまた!　またギターで鳴る!
―遠くでいまは、憂鬱そしてまた幸せに、
聞こえるのは古い舟歌の響きか、
「ゴンドラは水面を滑り、
時も愛とともに飛び去る、
水はふたたび穏やかになり、
情熱はもはや高まらない」
第2楽章
アダージョ・ソステヌート、ニ長調、4分の3拍子。
「夜―愛」（ジョージ・ゴードン・バイロン）
ナイチンゲールの高いさえずりが
枝から聞こえる時刻に、
恋人同士の誓いあう囁きが、
穏やかな風や近くの水音が、
孤独な者の耳に音楽となる。
第3楽章
ラルゴ・ディ・モルト、ト短調、4分の4拍子。
「涙」（フョードル・チュッチェフ）
人の懸念、おお、人の涙!
お前は朝から晩まで流れ、
人知れずに、目に見えずに、
無限に、無数に流れる、
まるで土砂降りの雨のように、
秋の夜の深遠の中に流れる。
第4楽章
アレグロ・マエストーソ、ト短調、4分の4拍子。
「復活祭」（アレクセイ・ホミャコーフ）
強大な鐘の音が大地を越えて鳴り、
大気のすべては嘆き、おののき、苦しむ。
美音の銀色の雷鳴は、
聖なる勝利の知らせを告げる。